# Hoàng Khoa Khôi
Hoàng Khoa Khôi (3/6/1917 - 9/4/2009) là một dịch giả, một nhà cách mạng Trotskyist của phong trào Đệ Tứ Quốc tế tại Việt Nam và là lãnh tụ những người thợ thuyền Việt Nam tại Pháp. Ông còn được biết đến là một người hoạt động chính trị năng nổ trong giới người Việt Nam tại Pháp. Hoàng Khoa Khôi cũng là người thành lập Tủ Sách Nghiên cứu, là nơi tổng hợp các bài viết và dịch thuật liên quan đến Trotsky và phong trào Đệ Tứ ở Việt Nam.

## Tiểu sử
Hoàng Khoa Khôi sinh ngày 3/6/1917 trong một gia đình đạo Thiên Chúa ba đời, tại làng Quỹ Nhất, huyện Nghĩa Hưng, tỉnh Nam Định, cách Hà Nội khoảng 100 km2. Giấy khai sinh của ông ghi ngày 3/6/1920. Ông giải thích: "Bố tôi đã khai kém cho tôi 3 tuổi để tôi có thể đi học".

## Hoạt động cách mạng
Hoàng Khoa Khôi 22 tuổi đăng lính đi Pháp, 1939, theo đợt tuyển mộ Lính Thợ Không Chuyên (ONS: Ouvriers Non Spécialisés, còn gọi là Công Binh) do chính quyền thuộc địa đưa sang Pháp để phục vụ sản xuất trong Chiến tranh thế giới thứ hai. Ông đi theo với tư cách thông ngôn. Hoàng Khoa Khôi xuống tàu Min và cập bến Marsellie ngày 18/4/1940. Đầu tiên ông ở nhà máy thuốc súng Roanne, sau đó là trại Vesnissieux nơi ông bắt đầu những hoạt động nổi loạn đầu tiên. Ông bị giam ba tháng rưỡi ở Sorgues. Ông Vũ Quốc Phan bạn ông đã đưa ông lên Vichy, vào văn phòng trung ương M.O.I. Lúc ấy ông phụ trách báo Công Binh, tờ báo giải trí của lính thợ  ONS. Năm 1943, hai sinh viên Việt Nam ở trường Đại học Kĩ thuật Trung ương kết nạp ông vào tổ chức Trotsky. Từ đó, chính trị trở thành động lực của đời ông.
Năm 1950, khi hầu như tất cả lính thợ được hồi hương, Hoàng Khoa Khôi cũng yêu cầu được giải ngũ như mọi lính thợ ONS. Lúc đó cảnh sát truy lùng ông một cách lơ là chỉ vì cơ quan M.O.I - lúc đó đã đổi tên thành DTI - yêu cầu họ mà thôi. Ông được giải ngũ, không hoạt động bí mật nữa và trở về đời sống dân sự. Tuy vậy ông tâm sự là không đặt vấn đề trở về Việt Nam, bởi vì khi được hồi hương nhưng Pháp lại giam những người lính thợ vào một doanh trại nào đó với kẽm gai bao quanh, ai trốn ra đều bị bắn chết.
Hoàng Khoa Khôi đăng ký vào lớp học đêm Trường đại học kĩ thuật ENSAM, học ngành điện. Thời gian học kéo dài 7 năm, ông theo được 3 năm rồi bỏ cuộc. Ban ngày ông phải làm việc, và học buổi tối rất là vất vả. Năm 1948, ông cưới Eliane Calvès, em gái một đồng chí Trotsky, người thường xuyên nuôi giấu ông trong nhà. Họ có một con gái, hiện là giáo viên anh văn ở trường trung học. Hãng Thomson tuyển cán bộ kĩ thuật, sau đó đào tạo có trả lương trong vòng một năm. Ông đã đăng ký dự tuyển và thi đỗ, vượt qua 25 người Pháp. Sau này ông làm việc ở phòng nghiên cứu của xí nghiệp, lúc nào cũng đi toa giường nằm, thậm chí còn có quyền đưa cả vợ theo. Đến năm 1980 thì ông nghỉ hưu.
Trong tất cả những năm tháng ấy, ông vẫn đeo đuổi hoạt động Trotsky: các trại huấn luyện, trường đại học mùa hè... Ông luôn luôn vắng mặt ở nhà. Ông từng là đại diện văn phòng Đệ Tứ Quốc tế trong ba năm liền. Ông cũng lãnh đạo nhiều tờ báo nhiều thời kỳ: Vô sản, Tranh Đấu, Tribune marxiste (báo song ngữ) và Chroniques nhóm của Hoàng Khoa Khôi được xem như nhóm nước ngoài và được công nhận là đảng bộ ngang hàng với các đảng bộ quốc gia. Năm 1949-1950, nhóm của ông đạt được con số rất cao là 519 đảng viên.
Hoàng Khoa Khôi từng thành viên của Tổng Liên đoàn Lao động CGT. Nhưng cho đến năm 1968, người nước ngoài không có quyền giữ chức vụ trong các ban xí nghiệp. Ở Alshom, ông rút vào hoạt động công đoàn bí mật, bởi lẽ trong các xí nghiệp, cán bộ không được quyền đấu tranh công khai với chủ. Lúc ấy ông tổ chức các cuộc họp bí mật ngoài nhà máy. Năm 1968, ông chủ trì một ủy ban hành động bao gồm công nhân, kĩ sư và giáo sư đại học, tổng cộng khoảng 30 người. Ủy ban này đã hỗ trợ các sinh viên trường Sorbonne chiếm giữ trường đại học trong một tháng.
Ông trở này về Việt Nam một lần duy nhất, trong bí mật. Lần ấy vào năm 1995. Từ năm 1986, ông nhập quốc tịch Pháp chỉ với mục đích về Việt Nam. Câu chuyện về chuyến du lịch đặc biệt này được in trong tạp chí Rouge (Đỏ), tuần báo LCR ngày 4/5/1995. Chuyến đi kéo dài một tháng, ông náu mình trong một nhóm 50 du khách Pháp gốc Việt. Ở miền Nam, ông gặp các cháu trai và cháu gái của mình, còn anh chị ông đều đã qua đời. Ông đã tổ chức một buổi tiệc cho 50 người. Gia đình ông theo Công giáo, vào năm 1954 khi đất nước bị chia cắt và quân đội Pháp rút về nước, các cha xứ bảo rằng "Chúa cũng đi vào Nam rồi!". Thế là cả gia đình ông cũng ra đi. Ông cũng gặp gỡ một số nhân vật đối lập, những trí thức bị chính quyền bắt giam trong Phong trào Nhân Văn - Giai Phẩm như Lê Đạt, Nguyễn Hữu Đang. Khi trở về, ông viết hai bài báo nhưng ông ký tên khác không làm lộ những người từng giúp ông thực hiện chuyến đi này.
Trong suốt cuộc đời chiến đấu của mình, Hoàng Khoa Khôi đã viết hàng trăm bài báo. Một số được tuyển thành bốn tập. Tạp chí Trotsky viết bằng tiếng Pháp mang tên Chroniques Vietnaminnes do ông phụ trách đã liên tục xuất bản từ tháng 11/1986 đến mùa hè năm 1991. Ông Hoàng Khoa Khôi qua đời ngày 9/4/2009., ông được chôn tại nghĩa trang Père-Lachaise của Paris, Pháp.

## Tác phẩm và dịch thuật
- Cuộc cách mạng bị phản bội - Leon Trotsky
- Văn học và Cách mạng - Leon Trotsky
- Đời tôi (2 ttập) - Leon Trotsky
- Hồ sơ Đệ Tứ (3 tập) (Nhiều tác giả)